# Provincia de Carlos Fermín Fitzcarrald
La provincia de Carlos Fermín Fitzcarrald es una de las veinte que conforman el departamento de Áncash en el Perú. Limita por el norte con la provincia de Mariscal Luzuriaga, por el este con el departamento de Huánuco y la provincia de Antonio Raimondi, por el sur con la provincia de Huari y por el oeste con las provincias de Asunción y Yungay.
El nombre de la provincia honra a Carlos Fermín Fitzcarrald, célebre empresario cauchero y explorador nacido en la ciudad de San Luis, capital de la misma.

## Escala histórica
- En la ordenanza del general Toribio de Luzuriaga, presidente del departamento de Huaylas, de marzo de 1821, San Luis aparece como doctrina (distrito) del partido de Huari o el Alto.
- Por ley sin número del presidente Ramón Castilla, fechada en 2 de enero de 1857, aparece como distrito de Huari y con municipalidad propia.
- En la obra Los huaris y los conchucos (1946), su autor, el cura Santiago Márquez Zorrilla, lanza la idea de que los distritos huarinos de Chacas, San Luis y Yauya tienen condiciones para integrarse en una provincia.
- En el día seis de junio de 1983, en el gobierno de Fernando Belaúnde, se crea la provincia de San Luis, con los distritos de San Luis, Yauya y San Nicolás. Ley de instauración provincial: la n.º 23609.
- Por mandato de la Ley n.º 24903, promulgada por García Pérez, el 20 de octubre de 1988, se cambia de nombre, por el de Carlos Fermín Fitzcarrald, en vez de San Luis.

## División administrativa
Esta provincia se divide en tres distritos:
- San Luis
- San Nicolás
- Yauya

## Capital
La capital de esta provincia es el pueblo de San Luis.

## Autoridades

### Regionales
- Consejero regional
  - 2019-2022:[1] Aldo Silver Flores Valladares (Movimiento Acción Nacionalista Peruano)

### Municipales
- 2019-2022[1]
  - Alcalde: Oyola Ayala Carlos Samuel, del Somos Perú .
  - Regidores: Eladio Julca Melgarejo (somos Perú )

  1. Mándale Irene Villafranca Obregón(somos Perú )
  2. Wilmer Blanco Colonio (Somos Perú)
  3. Lilia Maruja López Clemente (somos Perú )
  4. Carlos Cabello Gaspar(Movimiento Regional El Maicito)

## Cultura popular
La fiesta patronal es la dedicada a la Virgen de las Mercedes, cuya fecha central es el 24 de septiembre, con una duración mínima de una semana. Hay bandas musicales que esparcen música andina, tropical. Corrida de toros —criados en ganaderías locales— con lidiadores bufos contratados en Huarás o Chiquián. Asistencia masiva de por lo menos cuatro mil espectadores. Van de Yauya, San Nicolás, Chacas, Collota, Pumallucay, Uchusquillo, etc.